# Fatos Arapi
Fatos Arapi (Valona, 19 luglio 1930 – Tirana, 11 ottobre 2018) è stato un poeta albanese.
Nel 2008 è stato il primo poeta albanese a vincere la Corona d'oro al Festival della poesia di Struga.

## Opere principali
- Sentieri poetici (1962)
- Ritmi di ferro (1968)
- Datemi un nome (1972)
- Uscendo dal sogno (1989)
- Dove andate voi statue (1990)
- Sono morto sulle rive dello Ionio (1993)
- Mi dispiace per Jago (1994)
- In tenebris (1996)

## Biografia
Arapi è nato nel 1930 a Zvërnec, oggi inglobata in Valona. Ha studiato Economia a Sofia, in Bulgaria, dal 1949 al 1954, e poi ha lavorato come giornalista a Tirana. 
È autore di più di venticinque libri, tra cui sei raccolte di poesie e molti racconti e romanzi. Ha tradotto in albanese le opere di Saffo, Pablo Neruda e Nikola Vaptsarov. Arapi ha esordito in poesia nella seconda metà degli anni '50, diventando nei decenni successivi uno degli autori di punta della letteratura albanese contemporanea.